# NGC 1662
NGC 1662 ist die Bezeichnung eines offenen Sternhaufens vom Trumpler-Typ I2p im Sternbild Orion. Das Objekt wurde am 18. Januar 1784 von Wilhelm Herschel entdeckt.